# Darna pallivitta
The Nettle Caterpillar or Stinging Nettle Caterpillar (Darna pallivitta) là một loài bướm đêm thuộc họ Limacodidae. Nó là loài bản địa của Trung Quốc, Đài Loan, Thái Lan, bán đảo Mã Lai, Java và Borneo. Nhưng hiện nay nó cũng có mặt ở Hawaii và Nhật Bản.

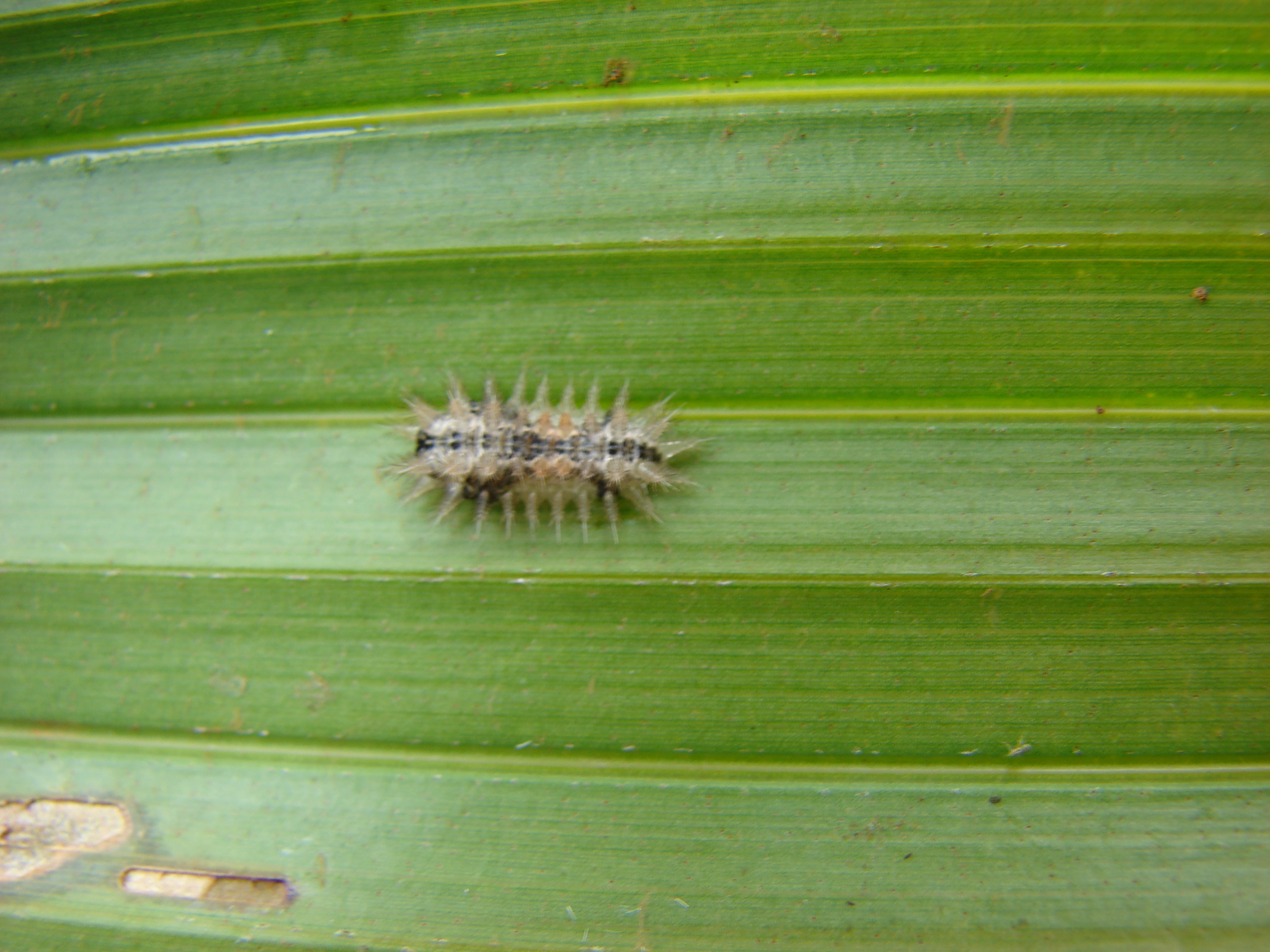

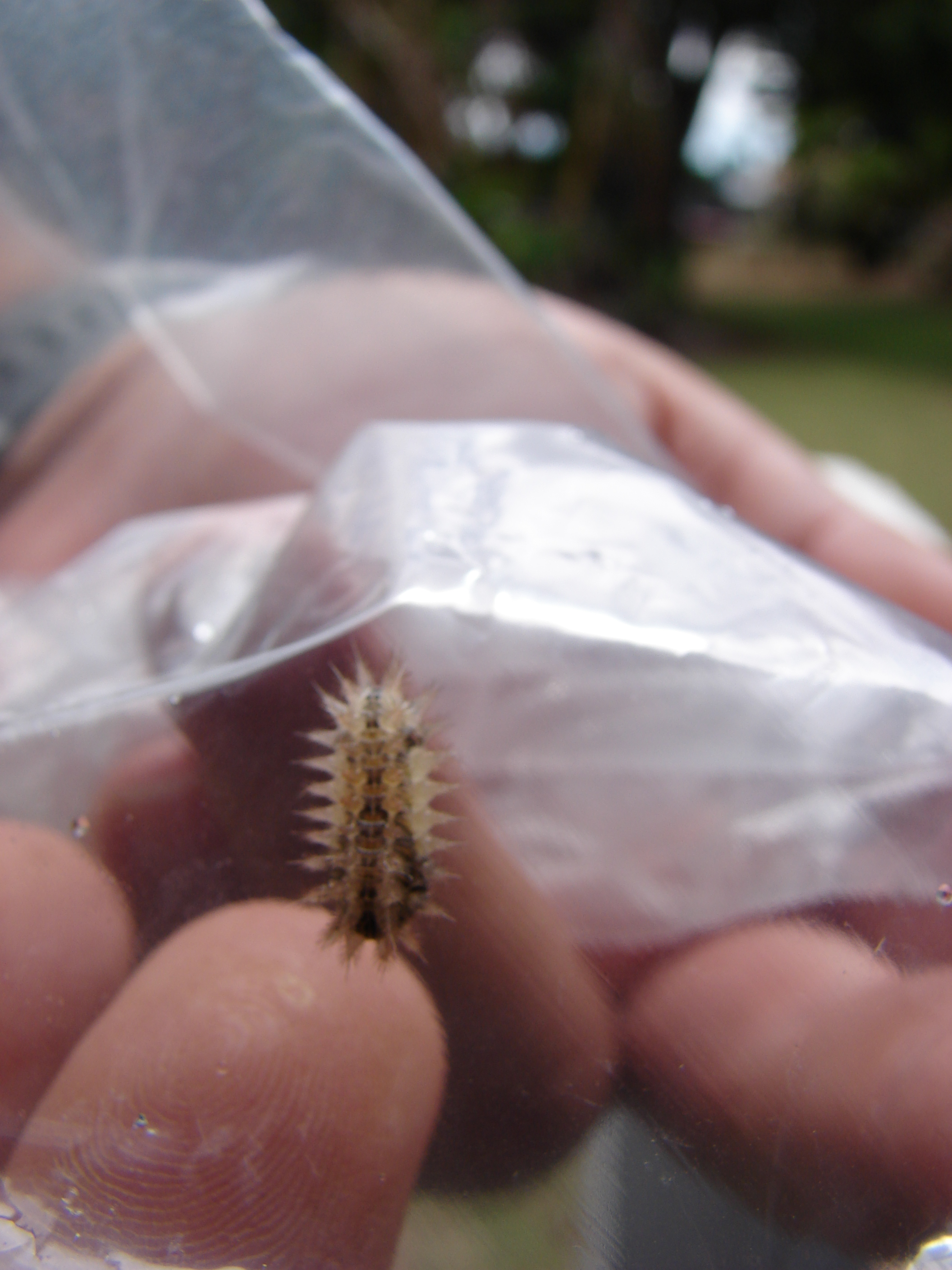

Ấu trùng ăn là nhiều loài cây, gồm Areca, Caryota, Cocos, Phoenix, Rhapsis, Veitchia merrillii, Adenostemma, Commelina diffusa, Breynia, Vigna marina, Cordyline terminalis, Dracaena, Iris, Ficus, Averrhoa carambola, Coffea arabica, Pipturus albidus, Alyxia oliviformis, Monstera, Neodypsis decaryi, Wedelia, Tillandsia cyanea, Desmodium uncinatum, Erythrina sandwicensis, Cuphea, Beaucamea recurvata, Cordyline marginata, Ophiopogon, Clidemia hirta, Tibouchina, Musa, Psidium, Jasminum multiflorum, Arundina graminifolia, Panicum repens, Paspalum conjugatum, Pennisetum purpureum, Macadamia và Gardenia.